# Комп'ютерний монтаж
Комп'ютерний монтаж, нелінійний монтаж — монтаж матеріалу зображень і аудіо за допомогою комп'ютера, який забезпечує доступ до кожної частини матеріалу в будь-який час.
Нелінійний монтаж в постпродакшн кіно і на телебаченні є найпопулярнішим методом збірки таких матеріалів. Звук або зображення зберігається в цифровому вигляді на жорсткому диску, де він може бути оброблений у відео- або аудіоредакторі. У порівнянні з методом лінійного монтажу дає набагато більшу свободу доступу до будь-якого місця в матеріалі, є можливість управляти проектами й створювати нові версії, не змінюючи оригінал.
Значний прогрес, досягнутий у розвитку ємності й зниження цін на комп'ютери, дав доступ до методів професійного монтажу відео та аудіо в домашніх умовах.
Домашня відеосистема редагування — це комп'ютер з можливістю завантаження відзнятого матеріалу з відеокамер, MiniDV, HDV через вхід FireWire і запису матеріалів, як відеофайлів, на жорсткий диск або перезапис його на CD, DVD, Blu-Ray та інші носії.